# ハイライズ
ハイライズ (High-Rise) はイギリス（のちにアメリカ合衆国）の競走馬、種牡馬。1998年のダービーステークスに優勝するなど活躍し、1999年には日本のジャパンカップに出走して3着と健闘している。現役時代の終わり頃にはアメリカ合衆国に移籍した。

## 現役時代

### 2歳・3歳時代
2歳になった1997年11月のデビュー戦を勝利で飾るが、その後2歳ではレースに出走せず、3歳になった1998年4月に2戦目を迎える。ここで危なげなく勝つと、次走のダービートライアルステークスも勝利し、ダービーステークスに駒を進める。レースでは、シティオーナズをクビ差しのいで優勝し、無敗でダービー制覇となった。その後、キングジョージ6世&クイーンエリザベスダイヤモンドステークスに出走し、スウェインの2着と善戦。しかし、凱旋門賞ではサガミックスの7着と大敗する。

### 古馬時代
1999年、開けて4歳になったハイライズはドバイワールドカップ出走も8着と大敗する。立て直しを図るため準重賞に出走するも2着。チャンピオンステークスでは6着と、勝ちきれないレースが続いた。その後、ジャパンカップに出走し、抜け出したスペシャルウィークはとらえ切れず3着となるものの、その年の凱旋門賞馬のモンジューには先着した。
翌2000年も現役続行。ドバイでの一般競走に出走し、ダービー以来の勝利を収める。しかし、ドバイシーマクラシックではファンタスティックライトの3着となる。その後、アメリカに移籍する（アメリカの芝路線は、欧州で競走成績が今一つだった馬が多く走っている）が、マンハッタンハンデキャップで8着と大敗し、そのまま引退して種牡馬入りした。

### 競走成績
| 出走日     | 競馬場           | 競走名                   | 格     | 距離     | 着順 | 騎手             | 着差     | 1着（2着）馬       |
| ---------- | ---------------- | ------------------------ | ------ | -------- | ---- | ---------------- | -------- | ------------------ |
| 1997.11.07 | ドンカスター     | 未勝利S                  |        | 芝7f     | 1着  | R.フレンチ       | 短頭     | (Volontiers)       |
| 1998.04.21 | ポンテフラクト   | バタークロスS            |        | 芝10f    | 1着  | J.ウィーバー     | 3馬身1/2 | (Generous Lobra)   |
| 1998.05.09 | リングフィールド | ダービートライアルS      | G3     | 芝11f    | 1着  | L.デットーリ     | クビ     | (Sadian)           |
| 1998.06.06 | エプソム         | ダービーステークス       | G1     | 芝12f10y | 1着  | O.ペリエ         | アタマ   | (City Honours)     |
| 1998.07.25 | アスコット       | KGVI&QEDS                | G1     | 芝12f    | 2着  | O.ペリエ         | 1馬身    | Swain              |
| 1998.10.04 | ロンシャン       | 凱旋門賞                 | G1     | 芝2,400m | 7着  | M.キネーン       | 3馬身1/4 | Sagamix            |
| 1999.03.28 | ナドアルシバ     | ドバイワールドC          | G1     | D2000m   | 8着  | L.デットーリ     | 大差     | Almutawakel        |
| 1999.09.19 | ニューベリー     | アークトライアル         | 準重賞 | 芝11f    | 2着  | O.ペリエ         | 3/4馬身  | Fantastic Light    |
| 1999.10.16 | ニューマーケット | チャンピオンS            | G1     | 芝10f    | 6着  | O.ペリエ         | 2馬身1/2 | Alborada           |
| 1999.11.28 | 東京             | ジャパンC                | G1     | 芝2,400m | 3着  | L.デットーリ     | 0.2秒    | スペシャルウィーク |
| 2000.02.24 | ナドアルシバ     | ドバイシティオブゴールド |        | 芝2,400m | 1着  | L.デットーリ     | 2馬身1/2 | (Breathtaking)     |
| 2000.03.25 | ナドアルシバ     | ドバイシーマクラシック   | G3     | 芝2,400m | 3着  | L.デットーリ     | 5馬身    | Fantastic Light    |
| 2000.06.10 | ベルモントパーク | マンハッタンH            | GI     | 芝10f    | 8着  | J.R.ヴェラスケス | 19馬身   | Manndar            |

## 評価
1998年のインターナショナル・クラシフィケーションにおいて、クラシックディスタンスでの世代最高値である127ポンドの評価を獲得した。しかしながら、この評価はクラシックディスタンスでの世代最高値としては史上最低のレートであり、"A Century of Champions" においても「ハイライズは下位のダービー馬であった」と評価されている。

## 種牡馬
2001年より日本のレックススタッドにて種牡馬入りした。2003年は社台スタリオンステーション荻伏にて20万円で供用されたが種付頭数11頭と不人気で、2004年にアイルランドへ輸出された。

## 血統表
| ハイライズの血統ミルリーフ系 / アウトブリード | ハイライズの血統ミルリーフ系 / アウトブリード | ハイライズの血統ミルリーフ系 / アウトブリード | （血統表の出典）          | （血統表の出典）  |
| 父 *ハイエステイト 1986 鹿毛                  | 父の父Shirley heights 1975 鹿毛               | Mill Reef                                     | Never Bend                | Never Bend        |
| 父 *ハイエステイト 1986 鹿毛                  | 父の父Shirley heights 1975 鹿毛               | Mill Reef                                     | Milan Mill                |                   |
| 父 *ハイエステイト 1986 鹿毛                  | 父の父Shirley heights 1975 鹿毛               | Hardiemma                                     | *ハーディカヌート         | *ハーディカヌート |
| 父 *ハイエステイト 1986 鹿毛                  | 父の父Shirley heights 1975 鹿毛               | Hardiemma                                     | Grand Cross               |                   |
| 父 *ハイエステイト 1986 鹿毛                  | 父の母Regal Beauty 1981 黒鹿毛                | Princely Native                               | Raise a Native            | Raise a Native    |
| 父 *ハイエステイト 1986 鹿毛                  | 父の母Regal Beauty 1981 黒鹿毛                | Princely Native                               | Charlo                    |                   |
| 父 *ハイエステイト 1986 鹿毛                  | 父の母Regal Beauty 1981 黒鹿毛                | Dennis Belle                                  | Crafty Admiral            | Crafty Admiral    |
| 父 *ハイエステイト 1986 鹿毛                  | 父の母Regal Beauty 1981 黒鹿毛                | Dennis Belle                                  | Evasion                   |                   |
| 母 High Tern 1982 芦毛                        | 母の父High Line 1966 栗毛                     | *ハイハット                                   | Hyperion                  | Hyperion          |
| 母 High Tern 1982 芦毛                        | 母の父High Line 1966 栗毛                     | *ハイハット                                   | Madonna                   |                   |
| 母 High Tern 1982 芦毛                        | 母の父High Line 1966 栗毛                     | Time Call                                     | Chanteur                  | Chanteur          |
| 母 High Tern 1982 芦毛                        | 母の父High Line 1966 栗毛                     | Time Call                                     | Aleria                    |                   |
| 母 High Tern 1982 芦毛                        | 母の母Sunbittern 1970 芦毛                    | *シーホーク                                   | Herbager                  | Herbager          |
| 母 High Tern 1982 芦毛                        | 母の母Sunbittern 1970 芦毛                    | *シーホーク                                   | Sea Nymph                 |                   |
| 母 High Tern 1982 芦毛                        | 母の母Sunbittern 1970 芦毛                    | Pantoufle                                     | *パナスリッパー           | *パナスリッパー   |
| 母 High Tern 1982 芦毛                        | 母の母Sunbittern 1970 芦毛                    | Pantoufle                                     | Etoile de France F-No.9-e |                   |

- 伯母に1983年ローマ賞勝ち馬のハイホーク。その産駒に1990年BCターフ勝ち馬のインザウイングス、曾孫に2020年サマーチャンピオン勝ち馬のサヴィがいる。